# 蒙特科里切
蒙特科里切（義大利語：Montecorice），是意大利萨莱诺省的一个市镇。总面积22.13平方公里，人口2573人，人口密度116.3人/平方公里（2009年）。ISTAT代码为065071。